# Chiesa di San Martino di Tours (Acquarossa)
La chiesa parrocchiale di San Martino di Tours è un edificio religioso che si trova ad Acquarossa (frazione di Ponto Valentino), in Canton Ticino.

## Storia
La chiesa venne fondata nel 1258, anche se nel corso del XVIII secolo venne pesantemente rimaneggiata e trasformata in stile tardobarocco. Il campanile venne eretto nel XV secolo e parzialmente ricostruito nel 1950.

## Descrizione
La chiesa si presenta con una pianta ad unica navata e quattro cappelle laterali, coperta da una volta a botte lunettata.
La navata termina con un'abside semicircolare degli anni 1733-1740, ricostruzione di un'analoga struttura di origine medievale.